# Thnks fr th Mmrs
Singles de Fall Out Boy
This Ain't a Scene, It's an Arms Race
(2007) The Take Over, the Breaks Over
(2007)
Thnks fr th Mmrs est le troisième single extrait de l'album Infinity on High du groupe de rock alternatif Fall Out Boy. 

## Liste des titres
| No | Titre            | Durée |
| -- | ---------------- | ----- |
| 1. | Thnks fr th Mmrs | 3:23  |

## Crédits
Informations issues et adaptées du livret de l’album Infinity on High (Island Def Jam, 2007) et du site Discogs.
- Fall Out Boy : interprètes, auteurs, compositeurs, instruments
- Babyface : producteur, mandoline
- Rob Lewis : arrangement orchestral
- Paul Boutin : enregistrement à Brandon’s Way Recording (Los Angeles)
- Tom Lord-Alge : mixage aux studios South Beach (Miami)